# Remembering Thomas
Remembering Thomas ist ein Jazzalbum des Mario Pavone Nu Trio mit Peter Madsen am Piano und Matt Wilson am Schlagzeug. Die am 1. März 1999 im Systems Two Studio, New York City entstandenen Aufnahmen erschienen am 21. September 1999 auf Knitting Factory Works. Das Album ist eine Hommage an Thomas Chapin, der 1998 im Alter von 40 Jahren starb.

## Hintergrund
Dieses Album wurde ein Jahr nach dem Tod von Thomas Chapin, Mario Pavones langjährigen musikalischen Partner Thomas Chapin aufgenommen und ist dem Altsaxophonisten gewidmet, in dessen Trio (mit Michael Sarin) Pavone noch im Juli 1998 dessen Album Sky Piece eingespielt hatte.
Mario Pavone am Bass wurde von Matt Wilson am Schlagzeug und Peter Madsen am Piano begleitet. Das Trio spielte fünf Eigenkompositionen Pavones, vier Chapin-Stücke (Don’t Mind If I Do, Bypass, Insomnia und Aeolus), ein Lied der Komponistin, Avantgarde-Sängerin und Keyboarderin Annette Peacock (Miracles) und ein relativ unbekannter Titel von Thelonious Monk (Raise 4).

## Titelliste

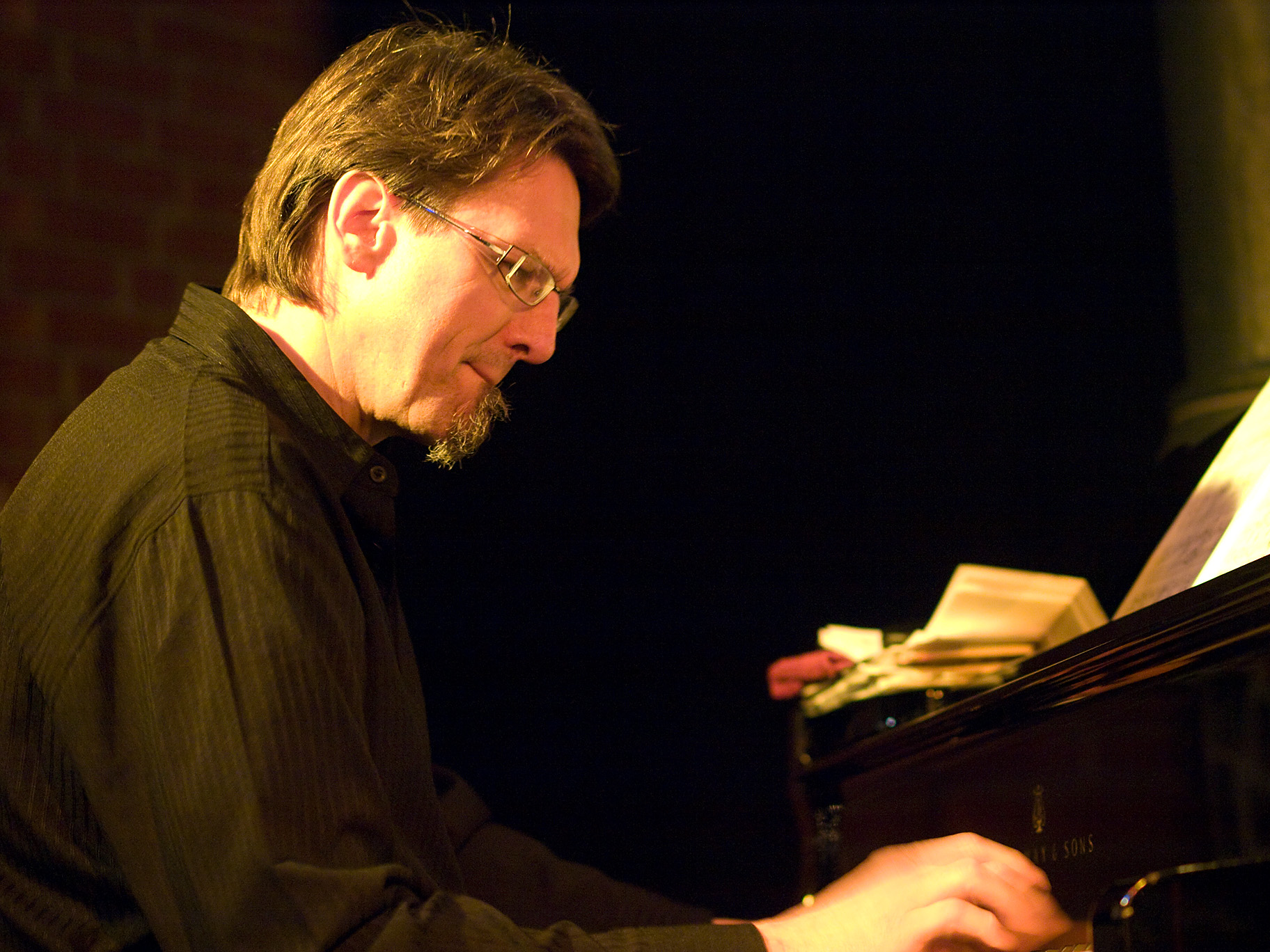
Peter Madsen im Jazzclub Unterfahrt (München 2008)

- Mario Pavone: Remembering Thomas (Knitting Factory Works KFR-257)[2]
  1. Don’t Mind If I Do (Thomas Chapin) 5:49
  2. Arkadia (Mario Pavone) 5:13
  3. Miracles (Annette Peacock) 3:18
  4. The Red Blues (Mario Pavone) 5:38
  5. Bypass (Thomas Chapin) 8:03
  6. Jam-ming (Mario Pavone) 4:44
  7. Pearl Talk (Mario Pavone) 4:43
  8. Raise 4 (Thelonious Monk) 3:00
  9. Swoosh (Mario Pavone) 4:21
  10. Insomnia (Thomas Chapin) 5:56
  11. Aeolus (Thomas Chapin) 6:00

## Rezeption
David R. Adler verlieh dem Album in Allmusic vier Sterne und schrieb, dieses Nu Trio fange Chapins Postbop-Ästhetik links vom Zentrum wunderschön ein. Egal, ob man über ein Rubato-Thema meditieren, spielerisch swingen würde oder in einem schnellen Tempo alle Register ziehe, Pavone, Wilson und Madsen würden eine sengende Intensität in die Musik bringen und sich gegenseitig in große Höhen treiben. In einer besonders bewegenden Geste schließen sie das Album mit Aeolus, dem letzten Stück, das Thomas Chapin öffentlich aufführte.
Nach Ansicht von Glenn Astarita, der das Album in All About Jazz rezensierte, sei Pavones musikalisches Remembering Thomas eine herzliche und dennoch feurige Erinnerung an den verstorbenen Saxophonisten und Komponisten. Es handle sich um eine erstklassige Hommage, da dieses „Nu Trio“ die Stücke Chapins aufgreife und dennoch eine neue Ära einleite, wobei Thomas Chapins geistige Präsenz erhalten bleibe – als würde Chapin von oben herabblicken und Weisheit und Führung vermitteln. Das Album sei sehr empfehlenswert.
Richard Cook und Brian Morton zeichneten das Album mit dreieinhalb Sternen aus und schrieben in der achten Auflage des Penguin Guide to Jazz, die Gruppe agiere sehr stark als Trio, mit einem gewissen Maß an Freiheit und viel guter gegenseitiger Unterstützung während der Solo-Passagen.